# Sinopoda fasciculata
Sinopoda fasciculata là một loài nhện trong họ Sparassidae. S. fasciculata được miêu tả năm 2002 bởi Peter Jäger, Gao & Fei.